# Leocadio Muro Urriza
Leocadio Muro Urriza (Pamplona, 1897-ib., 22 de marzo de 1987) fue un artista español polifacético de gran variedad de técnicas artísticas, destacando como pintor, decorador, cartelista, ilustrador y profesor. Forma parte de una generación de pintores navarros nacidos a finales del siglo XIX y principios del XX junto a artistas como Crispín Martínez, Emilio Sánchez Cayuela "Gutxi", Ismael Serrano Amatriain, Karle Garmendia, Eugenio Menaya, Antonio Cabasés, Ignacio Guibert, Juan Viscarret o Pedro Lozano de Sotés y su esposa Francis Bartolozzi, madrileña afincada en Navarra durante más de sesenta años. 

## Biografía
Leocadio Muro Urriza, forma parte de una familia numerosa. Empezó sus estudios primarios en la escuela pública se tiene noticia que los finalizó hacia 1907 al haber recibido una distinción «por cuanto en los exámenes públicos se ha distinguido en todas las asignaturas de la primera enseñanza.» Como premio recibió un libro titulado «Enseñanza del dibujo» presagio de la futura vocación de este artista. Una vez terminados estos, siguió estudiando con los Hermanos Maristas de Pamplona que llevaban poco tiempo en la ciudad. Por esta época empezó a interesarse por el dibujo y la pintura.
Durante los años 1920 se matriculó en la Escuela de Artes y Oficios de Pamplona, donde impartían clases por esos años profesores como Eduardo Carceller García y Millán Mendía Azpilicueta. Leocadio logró, gracias a sus facultades, una beca de la Diputación Foral de Navarra (1926-1929) que le permitió trasladarse a Madrid para estudiar en la Real Academia de Bellas Artes de San Fernando. Al acabar su formación, regresa a su ciudad natal y su nombre empieza a ser conocido en los círculos artísticos del arte navarro.
A finales de los años veinte y durante la década de los treinta, aparecen obras suyas en exposiciones colectivas. En 1928, logra el primer premio en el Certamen Artístico organizado por el Ayuntamiento de Pamplona. Los años 1932 y 1934 gana el concurso de los carteles anunciadores de las Fiestas de San Fermín. Comienza también en esos años a colaborar con el seminario de la ciudad y con obras diocesanas a través de carteles, ilustraciones y dibujos.
En 1934, consigue plaza como profesor en la Escuela de Artes y Oficios de Pamplona. Permaneció en este puesto durante treinta años hasta su jubilación el 1 de enero de 1966. Desde los años cuarenta, hasta los setenta, sin abandonar su labor docente, su obra fue muy extensa. Sus dibujos y pinturas aparecían en muchas publicaciones de autores navarros, pintó murales en Pamplona, diseñó interiores de locales comerciales, ilustró pergaminos conmemorativos, altares, mapas, pintó cuadros al óleo y sobre todo dibujos.
Falleció el 22 de marzo de 1987 a los 90 años en su domicilio de Pamplona.

### Obra
Leocadio Muro fue un artista polifacético que empleo una gran variedad de técnicas artísticas a lo largo de su carrera.

## Exposiciones
- 1926, Julio. Pamplona. Certamen Artístico del Ayuntamiento. (Presenta 5 dibujos, números 50 a 54: Flores, Salomé, un mocico, aldea y Leda).
- 1928, Julio. Pamplona. Certamen Artístico del Ayuntamiento. (Primer Premio).
- 1934. Pamplona. Exposición de Artistas locales en el taller de los Hermanos Manzana (Presenta dibujos y carteles).
- 1989. Noviembre. Pamplona. Exposición de Pintores pamploneses en el patrimonio municipal (Sala de Cultura de la calle Zapatería).
- 1990. Noviembre. Pamplona. Exposición pintores-profesores del Ayuntamiento de Pamplona en la Escuela de Artes y Oficios.
- 1991. Diciembre. Pamplona. Exposición el Retrato en la Pintura Navarra (Pabellones de la Ciudadela).
- 1995. Junio. Pamplona. Exposición Recordando de Pintores Navarros (Sala de Arte de la CAMP de García Castañón).

## Carteles
- Fiestas de San Fermín de Pamplona de 1932 y 1934.
- Día Universal de las Misiones (Varios).
- Suscripción de tarjetas de Acción Católica. (Varios).
- Día del Seminario, 1964 (Varios más).
- Coronación Sta. Mª La Real de 1946.
- Centenario de San Francisco Javier de 1952.
- Patronato de colonias escolares de Navarra: colonia de Zudaire.

## Ilustración de libros y folletos
- Certamen científico, literario y artístico en la Ciudad de Pamplona. Ed. Acción Social. Pamplona, 1926. (Folleto con las bases. Portada del autor).
- Jaime del Burgo. Al borde la traición. Ed. H. Coronas. Pamplona, 1936 (Portada).
- Marcos Legasa. El Rey Fuerte – Cantar de Gesta. Ed. Aramburu. Pamplona, 1951 (Portada e ilustraciones interiores).
- VV. AA. Programa de actos del Centenario de San Francisco Javier. Pamplona, 1952. (Portada y cartel).
- Alejandro Sorbet Ayanz. Carlomagno, Roldán y Sancho el Fuerte en Roncesvalles. Ed. Acción Social. Pamplona, 1956 (Portada, contraportada, dibujos y viñetas).
- Alejandro Sorbet Ayanz. Roncesvalles: historia – tradición – leyenda. Ed. Acción Social. Pamplona, 1956 (Portada y dibujos).
- Luis del Campo. Investigaciones histórico-críticas acerca de la dinastía pirenaica. Ed. Acción Social. Pamplona, 1958. (Portada y contraportada).
- Plano de Pamplona. Ed. CAMP. Pamplona, 1961 (Dibujo con los Dantzaris de Pamplona, que reproducimos en estas páginas).
- Ayuda en ruta para los usuarios de las carreteras navarras. Diputación Foral de Navarra. Pamplona, 1967. (Dibujo del mapa de Navarra).
- Agustín Arbeloa y Javier Vesperinas. Seminario de Pamplona. Realidad y esperanza. Ed. Iruña. Pamplona, 1986 (carteles).

## Murales
- Mural en Estación de Autobuses de Pamplona. Localizado en el hall de acceso alrededor del reloj frente a la puerta principal. Aparecen el día y la noche, representados por el Sol y la Luna y envolviéndolo todo los signos el zodiaco. Obra sencilla y decorativa que puede fecharse en los años treinta.
- Mural en Gasolinera Discosa de Pamplona. En las instalaciones de esta gasolinera, en la Avenida de Guipúzcoa, se realizó un mural en los años cincuenta. Es una obra sin firma y que Salvador Martín Cruz adjudica erróneamente a Jesús Basiano (9). Representa una especie de plano de carreteras con varios dibujos alusivos a diferentes ciudades. Por el estilo entendemos que es obra de Muro Urriza.
- Murales en Cine Alcázar de Pamplona. Este cine, que anteriormente cumplió las funciones de frontón, estuvo decorado desde los años cincuenta con unos murales de este autor. El cine dejó de funcionar hace varias décadas ya. Desconocemos el estado actual de conservación de dichos murales.

## Miniaturas en pergamino
- Pergamino para Don Alejandro Maisterra (Canónigo de la Catedral de Pamplona), obra de 1953 (10).
- Pergamino para el Obispo Enrique Delgado Gómez, obsequio de los Sacerdotes Navarros en 1952.

## Diseños diversos
- Diseño de los mosaicos que decoran el exterior de la piscina cubierta de la calle Sanguesa.
- Diseño del interior de un Bar (se conserva el presupuesto de la obra).
- Arquería de estilo antiguo.
- Diseño de un altar (se adjunta fotografía del mismo).
- Diseño de la arquería para el Cristo Crucificado de la Iglesia de San Lorenzo de Pamplona.
- Diseño de dos casas unifamiliares.
- Diseño del interior de los Billares Príncipe (en la calle Cortes de Navarra de Pamplona)
- Interior de una estancia utilizada para biblioteca.
- Orlas colegiales decoradas. Debió realizar para diferentes centros educativos. En el Colegio
- Santa Mª La Real (HH. Maristas) de Pamplona hay buenos ejemplos.